# Емі Джонсон
Емі Джонсон (англ. Amy Johnson), у шлюбі Моллісон (англ. Mollison; 1 липня 1903 — 5 січня 1941) — британська льотчиця, перша у світі жінка, що здійснила одиночний переліт з Англії до Австралії. Учасниця першого у світі одноденного перельоту з Лондона до Москви і авіагонки на приз Макробертсона. 
Була одружена із шотландським льотчиком Джеймсом Алланом Моллісоном (1905–1959). Загинула в авіаційній катастрофі під час Другої світової війни.

## Біографія

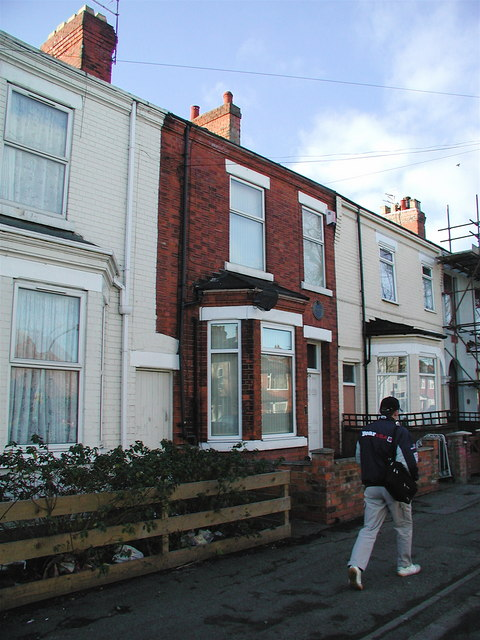
Будинок, в якому народилася Емі.

Емі Джонсон народилася 1 липня 1903 року в будинку 154 на вулиці Св. Георгія (англ. St. George's Road) Кінгстон-апон-Халл (Західний Йоркшир), в сім'ї великого риботоргівця Джона Вільяма Джонсона (англ. John William Johnson). Дід Емі по батьківській лінії, Андерс Йоргенсен (англ. Anders Jorgensen), перебрався в Англію з данського острова Фюн, а сам Джон Вільям, перед тим як переїхати в Галл і одружитися, деякий час жив у Британській Колумбії. По материнській лінії рідня Емі була однією із сімей-засновників, її прадід — Вільям Ходж (англ. William Hodge), був мером Галла в 1860 році.
Емі була найстаршою з чотирьох доньок у родині (наймолодша, Бетті (англ. Betty), народилася, коли Емі виповнилося 16). Після закінчення школи в 1922 році (у період з 1915 по 1922 роки Джонсон навчалася в місцевій середній школі — англ. Boulevard Municipal Secondary School), Емі вступила до університеу Шеффілда. Під час навчання 19-річна Емі познайомилася з 28-річним бізнесменом із Швейцарії, Гансом Арреггером (англ. Hans Arregger), і мріяла, що вони одружаться. Їхні стосунки тривали 6 років, а потім Ганс одружився з іншою жінкою. У період з 1922 по 1928 роки Емі написала Гансу 286 листів, які він дбайливо зберіг, в подальшому ці листи були передані музею Галла.
У 1925 році, після закінчення університету зі ступенем бакалавра з економіки, Емі Джонсон повернулася в Галл, де закінчила курси секретарів і влаштувалася на роботу, з якої звільнилася через нервовий зрив через три місяці. Саме в цей період Емі Джонсон вперше піднялася в небо, поки тільки як пасажирка. Компанія Surrey Flying Services влаштовувала атракціон, в якому всі охочих (всього за 5 шилінгів) піднімали в розважальний політ над округою.

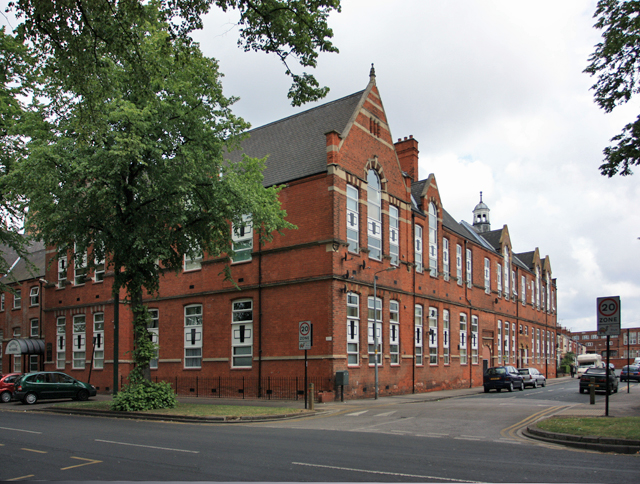
Школа, де Емі Джонсон навчалась з 1915 по 1922 роки

Потім Джонсон влаштувалася в рекламне агентство. Робота в сфері послуг стала однією з основних причин її переїзду до Лондона, де в порівнянні з Галлом було значно більше можливостей для успішної кар'єри. У 1927 році Емі Джонсон переїхала до столиці, де влаштувалася на посаду секретарки в адвокатській конторі Вільяма Крокера (англ. William Charles Crocker).
У вересні 1928 року Емі Джонсон повертається до свого захоплення авіацією і починає відвідувати заняття в Лондонському авіаклубі (англ. London Aeroplane Club). 7 липня 1929 року вона здобуває ліцензію приватного пілота (англ. Private Pilot's license, категорія «A»), після чого залишає основну роботу, щоб пройти навчання на механіка і отримати кваліфікацію інженера. 10 грудня 1929 року Емі Джонсон отримує ліцензію механіка (англ. Ground Engineer's license — Engines, категорія «C»), підтверджену Міністерством авіації, тим самим ставши першою (і на певний час єдиною) жінкою в світі, яка має таку кваліфікацію.

### Переліт Англія— Австралія

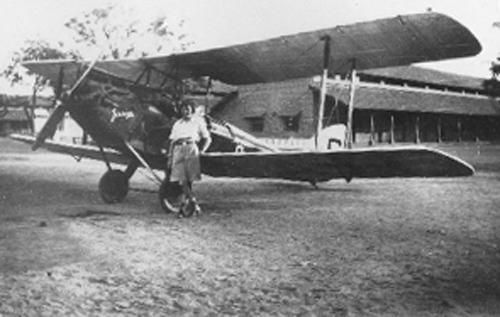
Емі Джонсон і її біплан «Джейсон», Джхансі (Індія), 1930 рік

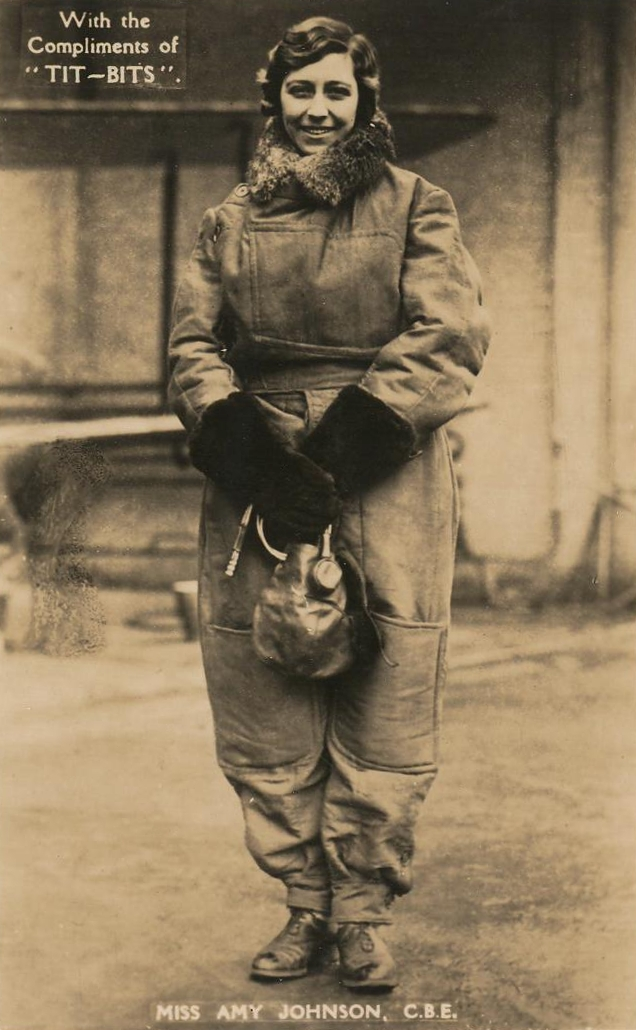
Емі Джонсон, 1930—1931 роки

Світове визнання Емі Джонсон отримала в 1930 році, ставши першою жінкою (і дев'ятим за рахунком пілотом), яка здійснила одиночний переліт з Великої Британії до Австралії. Політ почався 5 травня 1930 року з Кройдона (Південний Лондон). Для цієї подорожі Джонсон, що мала на той момент всього 75 годин нальоту (а найдовший переліт був всього 237 кілометрів), вибрала легкий двомісний біплан «De Havilland DH.60G Gipsy Moth» (виробництво серії велося з 1920-х). Куплений на кошти батька, який підтримував починання Джонсон, і за підтримки Чарльза Вейкфілда, засновника компанії Wakefield Oil Company (згодом перейменованої в Castrol), старий біплан від компанії de Havilland Емі назвала «Джейсон» (англ. Jason G-AAAH). Паливний бак Gipsy Moth вміщував 364 літри пального, що дозволяло перебувати в повітрі (безпосадочний політ) близько 30 годин. Джонсон планувала долати в день близько 1 300 кілометрів, досягти пункту призначення за 12 льотних днів і тим самим побити рекорд швидкості, встановлений у 1929 році австралійським пілотом Чарльзом Кингсфордом-Смітом.
Пролетівши Європу і досягнувши Халеба (Сирія), 8 травня Джонсон взяла курс на Багдад. На підльоті її біплан потрапив у піщану бурю, основну частину якої Джонсон була змушена перечекати на землі. І хоча при заході на посадку в Багдаді у «Джейсона» була пошкоджена одна зі стійок шасі, Джонсон змогла продовжити політ вже наступного дня (кілька англійських механіків, які перебували на той момент у місті, змогли полагодити літак за ніч).

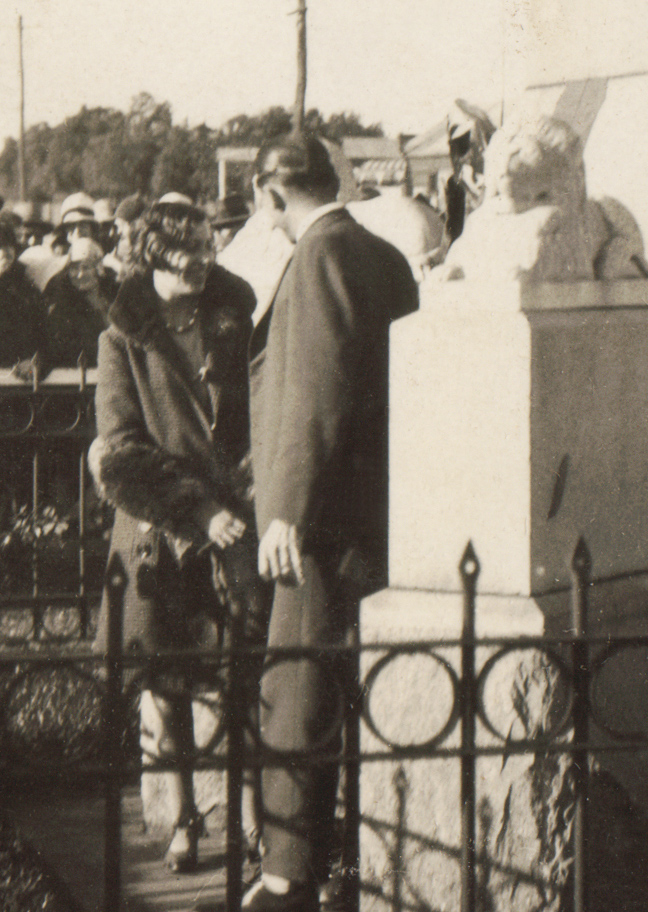
Емі Джонсон на церемонії біля Військового меморіалу в Калгурлі (Австралія), липень 1930 року.

Далі, із зупинкою в Бендер-Аббасі (Іран), Джонсон взяла курс на Карачі (Пакистан). Друга запланована посадка була проведена в Індії, літак був знову пошкоджений, правда в меншій мірі, ніж минулого разу. Рухаючись в несприятливих погодних умовах при безперервних опадів, Джонсон пройшла Аллахабад і Калькутту, і вийшла на Рангун. 13 травня в Рангуні їй довелося сідати на дуже маленький аеродром, в результаті чого літак викотився за межі злітно-посадкової смуги і, потрапивши в канаву, встав на ніс. Були пошкоджені гвинт (без можливості відновлення), крило і шасі. Завдяки наявності запасного пропелера і допомоги студентів з місцевого коледжу ремонт був проведений у найкоротші терміни.
З Рангуна Емі Джонсон попрямувала в Бангкок, на перельоті до якого довелося подолати гірську гряду на висоті близько 2 800 метрів. 17 травня вилетівши з Бангкока, Джонсон взяла курс на Сінгапур, де вперше за весь переліт «Джейсон» був оглянутий інженерами на предмет несправностей. Після заміни крила (була виявлена тріщина в головному лонжероні), Джонсон 17 травня вилетіла в Сурабая (Індонезія). На шляху до острова Ява Джонсон здійснила третю незаплановану посадку; внаслідок цього і поганих погодних умов до Сурабая Джонсон дісталася лише 20 травня. Два дні лагодили двигуна, потім подорож продовжилася у напрямку до Тимору.

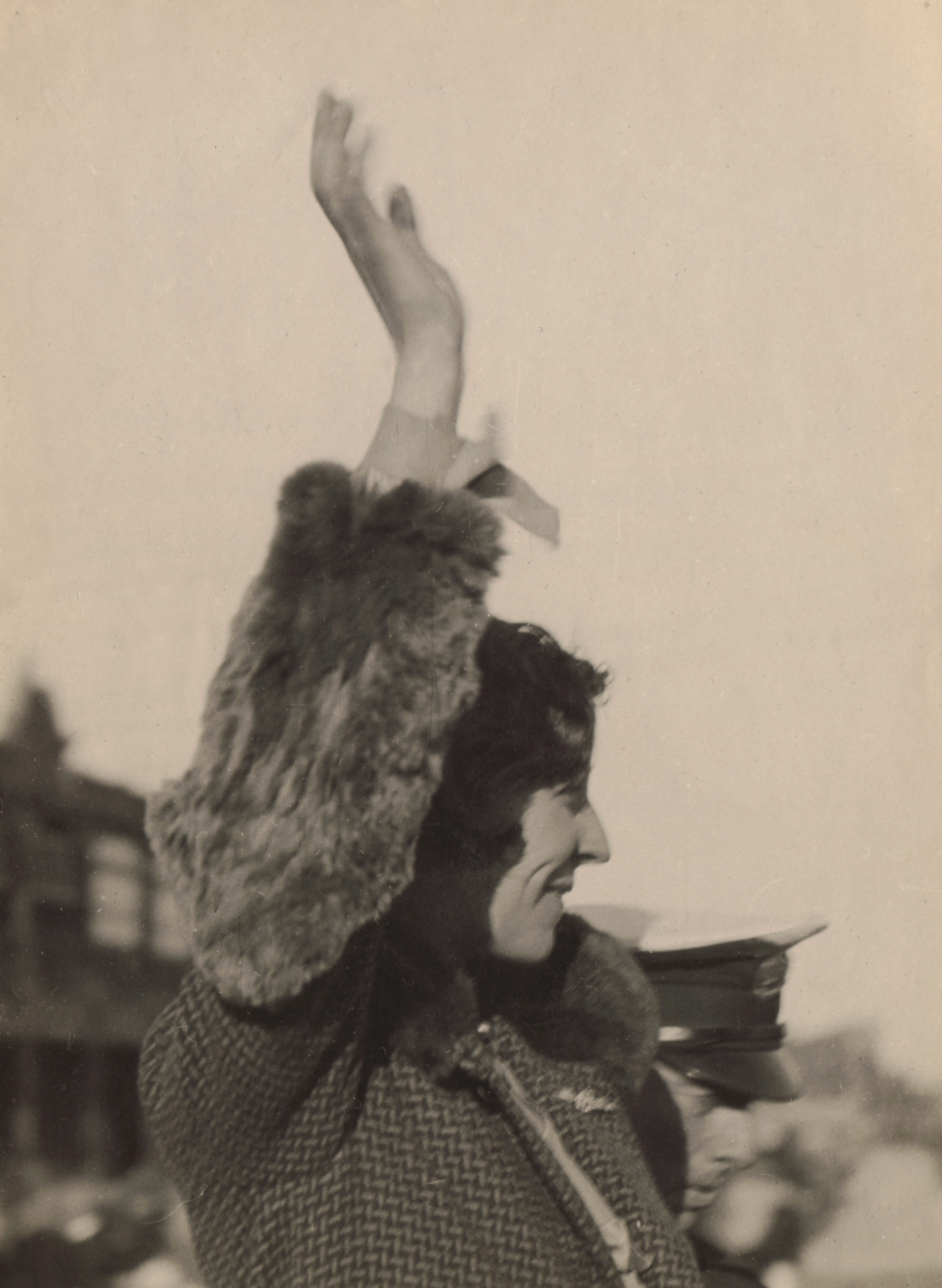
Емі Джонсон на прийомі у Калгурлі (Австралія), липень 1930 року

24 травня Емі Джонсон здійснила тріумфальну посадку в Дарвіні (Австралія). І хоча на етапі шляху від Лондона до Калькутти, який Джонсон подолала за 7 днів, рекорд Кингсфорда-Сміта був побитий, в подальшому через погану погоду і поломки літака перевагу часу було втрачено.
За це досягнення Емі Джонсон була удостоєна звання командора Відміннійшого ордена Британської імперії та ліцензії цивільного пілота Австралії за номером 1 (перша видана в 1921 році ліцензія Австралії мала відразу номер 2, а № 1 була збережена для особливого випадку, який представився через майже десять років). Так само Джонсон отримала золоті медалі від Спільноти інженерів (англ. Society of Engineers) і Королівського аероклубу (англ. the Royal Aero Club). «Джейсон», на якому Емі Джонсон здійснила свій тріумфальний переліт, був переправлений в Англію, де як експонат 21 січня 1931 року був переданий Музею науки в Лондоні.

Пізніше про особливості такого перельоту розповість у своїх спогадах Френсіс Чичестер, який у 1929 році так само здійснив одиночний переліт з Англії до Австралії (ставши другим у світі) на біплані «Gipsy Moth»:

### Перельоти через Москву на схід
1 січня 1931 року Емі Джонсон робить спробу одиночного перельоту з Лондона до Бейпіна (кит. спр. 北平, піньїнь: Beiping, буквально «Північний спокій», самоназва Пекіна з 1928 по 1949 роки). Чотириденний політ планувалося здійснити через територію СРСР, з посадками і зупинками в Москві, Самарі, Омську, Іркутську і Читі. Для цього Джонсон знову вибрала легкий біплан «DH.60G Gipsy Moth», названий вже «Джейсон III» (англ. Jason III G-ABDV), проте через несприятливі погодні умови політ було вимушено завершено в Польщі, в 88,5 кілометрах на північ від Варшави.
У липні того ж року Емі Джонсон на пару з пілотом Джеком Гамфрісом (англ. Jack Humphreys) здійснили рекордний переліт з Англії в Японію через Москву. Для цього був обраний легкий багатоцільовий «De Havilland DH.80 Puss Moth», в конструкції якого вперше був використаний фюзеляж, зварений із сталевих труб, з полотняною обшивкою. Так само «Джейсон II» (англ. Jason II G-AAZV) мав модифікований двигун потужністю 120 к. с. (DH.60G Gipsy Moth" — 100 к. с.). Емі і Джек стали першими в світі, хто здійснили переліт з Лондона до Москви всього за один день: 2 832 кілометра вони подолали за 21 годину. Продовживши політ через Сибір до Токіо, вони встановили другий рекорд — рекорд часу для перельоту з Англії до Японії: 8 днів 22 години 7 хвилин (попередній рекорд — 15 днів).

### Емі і Джим Моллісони
29 липня 1932 року в церкві церкви Св. Георгія в Лондоні Емі Джонсон одружилася з шотландським льотчиком Джеймсом Моллісоном (більш відомим як Джим Моллісон). Подружня пара з двох відомих льотчиків стала об'єктом пильної уваги як преси, так і громадськості.

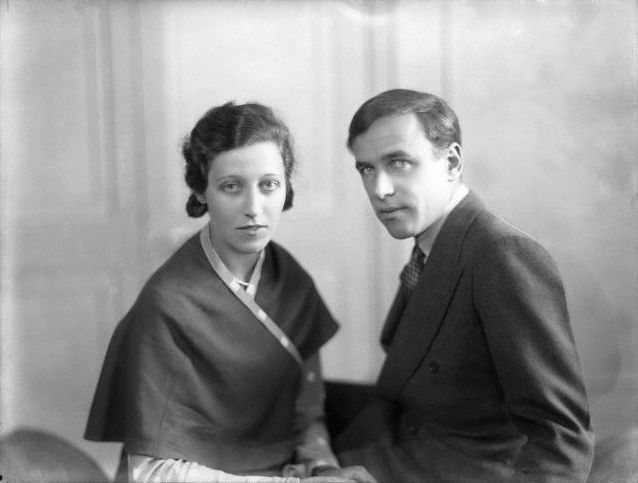
Емі Джонсон і Джим Моллісон, травень 1932 року

З Джимом Емі Джонсон познайомилася в Австралії після свого знаменитого польоту, під час 6-тижневого туру країною. Їй доводилося робити безліч зупинок, що неабияк її виснажило, і часу на відпочинок не було. Після того, як через втому вона зробила аварійну посадку в аеропорту Брисбен, частину туру Джонсон провела як пасажирка, а «Джейсон» пілотували інші льотчики. Одним з них був Джим Моллісон.
У 1932 року Емі Моллісон встановила новий рекорд для одиночного перельоту з Англії до Кейптауну. Минулий рекорд перельоту з Лондона до Мису Доброї Надії належав її чоловіку, Емі поліпшила результат на 10,5 годин, подолавши 20 213 кілометрів на «Дезерт Клауд» G-ACAB (англ. Desert Cloud, букв. — пустельна хмара). За це досягнення Емі Моліссон отримала престижний Трофей Сігрейва, яким Королівський автомобільний клуб з 1930 року відзначав тих, хто продемонстрували видатні можливості транспорту на суші, воді або у повітрі. До неї нагороди були удостоєні лише двоє: Чарльз Кінгсфорд-Сміт і Берт Хінклер.
У 1933 році подружжя Моллісон планували встановити рекорд на маршруті Англія — США. Спеціально обладнаний для цієї мети двомоторний літак «de Havilland Dragon Rapide», що отримав назву «Сіфарер» G-ACCV (англ. Seafarer, букв. — мореплавець), мав збільшені паливні баки, щоб пального вистачило на безупинний переліт від затоки Carmarthen в Уельсі до Нью-Йорка. Подружжя Моллісон стартували 22 липня 1933 року, але через проблеми з мотором були змушені здійснити аварійну посадку в Бриджпорті (штат Коннектикут), всього в 90 кілометрах від мети. Через жорстку посадку обидва пілоти отримали травми. Незважаючи на недоліт в їх честь був влаштований парад на Бродвеї. Подружжя отримали премію «Freedom of the City» від муніципалітету Нью-Йорка і були удостоєні зустрічі з 32-м президентом США Франкліном Рузвельтом.

### Приз Макробертсона
Не останнє місце серед різноманіття різних спортивних змагань 30-х років займає гонка комерційних літаків за приз Макробертсона. Приурочена до сторіччя столиці штату Вікторія, міста Мельбурн, гонка пройшла в період з жовтня по листопад 1934 року. Учасники повинні були подолати відстань у 18 200 кілометрів між аеродромами в графстві Саффолк в Англії і Флемінгтон біля Мельбурна. З метою підвищення безпеки всіх учасників перегонів, на трасі, яка пролягала через Багдад, Аллахабад, Сінгапур і Дарвін, були влаштовані п'ять обов'язкових пунктів посадки і 22 заправні станції.

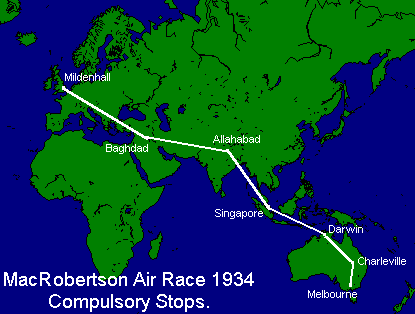
Маршрут авиагонки МакРобертсона.

В Англії на момент оголошення умов гонки не було жодного придатного для такої складної подорожі літака. Скориставшись ситуацією, авіабудівна фірма de Havilland оголосила, що тому, хто звернеться до неї із замовленням літака для перегонів, фірма надасть спеціальну машину вартістю до 5000 фунтів стерлінгів. De Havilland гарантувала, що літак буде відповідати всім умовам змагань і подолає трасу із середньою швидкістю не менше 322 км/год. В результаті такої реклами було отримано три замовлення, один з яких зробили подружжя Моллісон. Літаки, що будувалися в атмосфері підвищеної секретності, отримали назву DH-88 Comet. DH.88 подружжя Моллісон (отримав реєстраційне позначення G-ACSP) був названий «Блек Меджік» (англ. Black Magic, букв. — чорна магія). Літак був повністю пофарбований в чорний колір, а смуги і написи мав золоті.
20 жовтня 1934 року, під стартовим номером 63, Емі і Джим стартували в гонці. «Блек Меджік» здійснив безпосадочний переліт до Багдада. Однак незабаром вони були змушені достроково завершити гонку в Аллахабаді, Індія) — через неякісне паливо зупинилися обидва двигуна. Інші двоє учасників, які замовили DH.88, фінішували в гонці на першому і четвертому місцях відповідно.

### Останній рекорд
Незважаючи на участь та підготовку до різних заходів і змагань, Емі Джонсон встигла попрацювати і комерційною пілотесою. У 1934 році протягом кількох тижнів Джонсон працювала льотчицею на щоденному рейс Лондон—Париж авіакомпанії «Hillman Airways», а потім, вже в 1939 році, пілотувати транспортні літаки через Те-Солент.

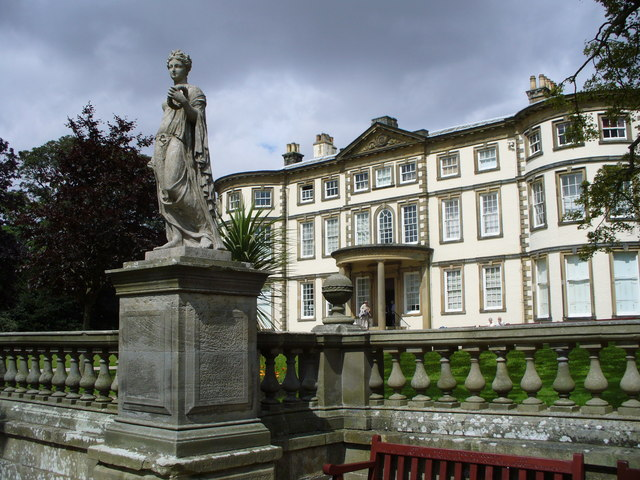
Садиба Севербі-хол, 2007 рік.

У травні 1936 року Емі Джонсон зробила свій останній рекордний одиночний політ за маршрутом з Грейвсенда (графство Кент Південно-Східної Англії) до Кейптауна і назад. Для цієї мети льотчиця вибрала моноплан компанії Percival Aircraft (з 1957 року — Hunting Aircraft) «Percival Gull Six» типу D. 3 (або «Percival Gull Vega» типу K. 1). У будь-якому випадку, літак отримав назву «Гуль» G-ADZO (англ. Gull, букв. — чайка). Від попередніх моделей, на яких літала Джонсон, «Гуль» був оснащений двигуном de Havilland «Gipsy Шістка» потужністю 200 кінських сил. Після повернення Джонсон була присутня на відкритті (власне, урочисто перерізала стрічку) садиби Севербі-холл, де через 20 років відкриють її музей.

### Шлюб
Шлюб Емі і Джима Моллісонів привертав підвищену увагу громадськості, в пресі їх навіть охрестили літаючими закоханими (англ. the flying sweethearts). Але враховуючи їх взаємну тягу до досягнення рекордів, як загальних, так і особистих, подружжі була властива конкуренція (що стало однією з причин розлучення). Вважається, що Джим Моллісон, крім того, що пив (про це писали не тільки в британській пресі, наприклад, в нью-йоркському журналі «Тайм» за 1936 рік була опублікована дуже «гаряча» новина про затримання нетверезого капітана Джеймса А. Моллісона) і вів позашлюбні стосунки з іншими жінками, ще й заздрив успіхам і досягненням дружини.
23 березня 1937 року, повернувши дошлюбне прізвище, Емі Джонсон почала шлюборозлучний процес. До того ж, коли влітку цього ж року пропала безвісти пілотеса, письменниця та феміністка Амелія Ергарт, з якою Джонсон познайомилася в 1931 році, Емі дуже серйозно поставилася до припущень про трагічну загибель американської льотчиці. Все це, разом з розривом стосунків із чоловіком, призвело до того, що Емі Джонсон біля двох років не піднімалася в небо. Остаточно розлучилася Джонсон тільки 24 серпня 1938 року. У цей період вона написала другу автобіографію. Перша збірка есе під редакцією Марго Асквіт оповідає про ранні роки життя Джонсон, до її захоплення авіацією.

### Друга світова війна
У 1940 році, з початком Другої світової війни, Емі Джонсон вступила в новостворену організацію цивільних льотчиків Air Transport Auxiliary (ATA), у чиї завдання входило транспортні перевезення та доставка (перегонка) літаків Королівських ВПС Великої Британії до місць призначення. У ATA Джонсон дослужилася до звання другого пілота і входила до складу 5 (жіночої) секції цивільних пілотів-перегонників (англ. No.5 Ferry Pilots Pool Women's Section).
5 січня 1941 року Емі Джонсон отримала наказ Міністерства ВПС (англ. Air Ministry) здійснити перегін літака «Airspeed Oxford» з Блекпула до Кідлінгтона (неподалік від Оксфорда), і на аналогічній машині повернутися назад. Однак, через погану погоду, транспортування з Кідлінгтона передбачалося скасувати, а саму Джонсон відправити назад на поїзді. Однак Джонсон вирішила довести розпочату справу до кінця.

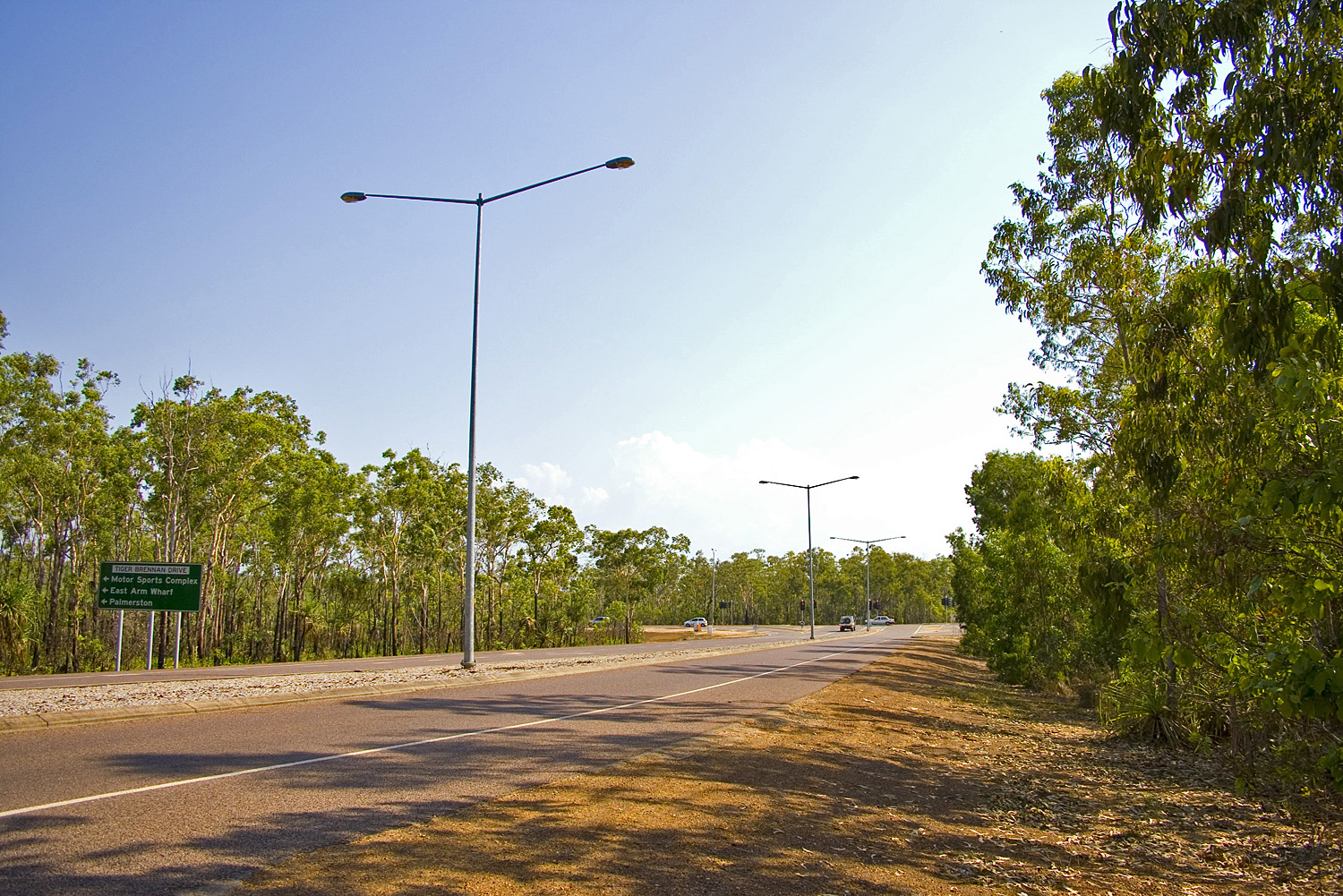
Авеню ім. Емі Джонсон, Дарвін (Австралія).

Згідно записам як з британської, так і з німецької сторони, ніяких боїв на цій ділянці того дня не було. Проте в період між 15:00 і 15:37 моряки пароплава «HMS Haslemere», що перетинав протоку, спостерігали недалеко від Оксфорда парашутиста, що спускався у воду. Спостерігачі були впевнені, що на парашутисту не було обов'язкового для пілотів рятувального жилета (в цьому випадку повітря, захоплене куполом парашута, може утримувати людину на плаву не більше 10 хвилин).
Свідки з підплившого до місця падіння «HMS Haslemere» бачили, як парашутист зник під водою. Лейтенант Волтер Флетчер (англ. Walter Fletcher) самовіддано стрибнув у воду, щоб врятувати пілота. Моряки кинулися на допомогу, але змогли врятувати тільки Флетчера, який через кілька днів помер від переохолодження.
Потім рятувальники на місці аварії витягли з-під уламків шматок жовтої парашутної матерії з нанесеними на неї чорними цифрами 35, які були ідентифіковані як частина особистого номера Емі Джонсон — V3540. Емі Джонсон стала першою з пілотів ATA, загиблих під час виконання завдання.
Причина того, чому Airspeed Oxford Mk II Джонсон впав в естуарій Темзи, достовірно не встановлена. Вважається, що Джонсон збилася з курсу, але чому вона не знизила висоту, щоб звіритися по наземним орієнтирам, не зрозуміло. Внаслідок цієї помилки літак відхилився від курсу на 100 миль, і у нього закінчилося пальне (при хороших погодних умовах пального досить для 4 годин 15 хвилин безпосадочного польоту). Літак міг через низьку хмарність зіткнутися з одним з аеростатів протиповітряної оборони.

## Таємниця загибелі Емі Джонсон
Існує думка, що крім Джонсон і Флетчера у воді був хтось третій. Ця версія з'явилася через те, що моряки рятувального пароплава нібито бачили у воді ще одне тіло. Можливо, що Джонсон вирушила у зворотний бік тому, що надійшов інший наказ, і на борту літака міг перебувати пасажир. Але через те, що тіла так і не були виявлені, дізнатися, чи так це насправді, неможливо. Причини польоту і аварії досі засекречені.

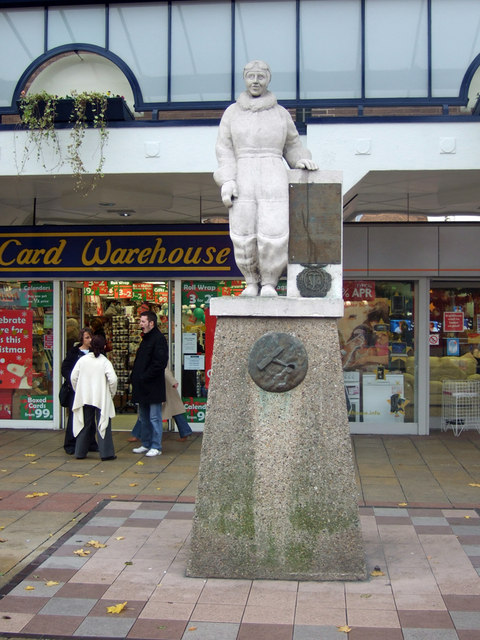
Скульптура Емі Джонсон, виконана Р. Іббетсоном, Халл, 2007 рік.

У 1999 році з'явилося повідомлення, що аварія літака Емі Джонсон сталася не через погодні умови. Якийсь Том Мітчел із Східного Сассекса стверджував, що збив літак Джонсон, прийнявши його за літак противника. Коли літак Джонсон був опитаний на предмет свій-чужий (запит проводився по радіо, і сигнал ідентифікації повинні були знати всі літальні апарати британських сил), Джонсон двічі дала невірний сигнал, в результаті чого був відкритий вогонь. Мітчел був упевнений, що збив супротивника, поки на наступний день не дізнався з газет про Емі Джонсон. Але офіцерами був даний наказ мовчати про цей випадок.
У 2003 році в Guardian було опубліковано повідомлення від експерта Національної служби морського рибальства США Лео Шерідана, в якому він заявив, що ним з групою нирців було виявлено місце падіння літака Емі Джонсон, який зазнав аварії біля берегів графства Кент в 1941 році. Однак більше ніяких даних з цього приводу опубліковано не було.

## Премії та нагороди
За свої досягнення і встановлені рекорди в області авіації Емі Джонсон була удостоєна наступних основних нагород:
| Рік  | Дата нагородження | Найменування нагороди (призу)                                            |
| ---- | ----------------- | ------------------------------------------------------------------------ |
| 1930 | 3 червня          | Дама-командор ордена Британської імперії (CBE).                          |
| 1930 | 6 серпня          | Золотий кубок і премія (10 000 £) від лондонської газети «Daily Mail».   |
| 1930 |                   | Приз Хермона від Міжнародної ліги авіаторів.                             |
| 1933 | 2 лютого          | Приз Сігрейва від Королівського автомобільного клубу.                    |
| 1933 | 1 серпня          | Премія «Freedom of the City» і пам'ятна золота медаль від Нью-Йорка.     |
| 1933 | 2 серпня          | Премія «Freedom of the City» і пам'ятна золота медаль від Атлантік-Сіті. |

## Визнання і пам'ять
У 1958 році батько Емі, Джон Вільям Джонсон, передав більшість нагород і сувенірів дочки Севербі-холлу (англ. Sewerby Hall), де через рік було відкрито музей-експозиція Емі Джонсон.
У 1974 році в пам'ять про Емі Джонсон був встановлений пам'ятник на головній вулиці Кінгстон-апон-Галл, виконаний скульптором Гаррі Іббетсоном (англ. Harry Ibbetson). Емі зображена в льотному спорядженні, а на меморіальний дошці перераховані основні її досягнення. Урочисте відкриття пам'ятника 18 червня 1974 року розпочала американська льотчиця Шейла Скотт, на церемонії була присутня сестра Емі — Моллі.
В честь Емі Джонсон названі одна з центральних авеню в Дарвін (Австралія) і Брідлінгтоні, у Східному райдінгу Йоркшира.

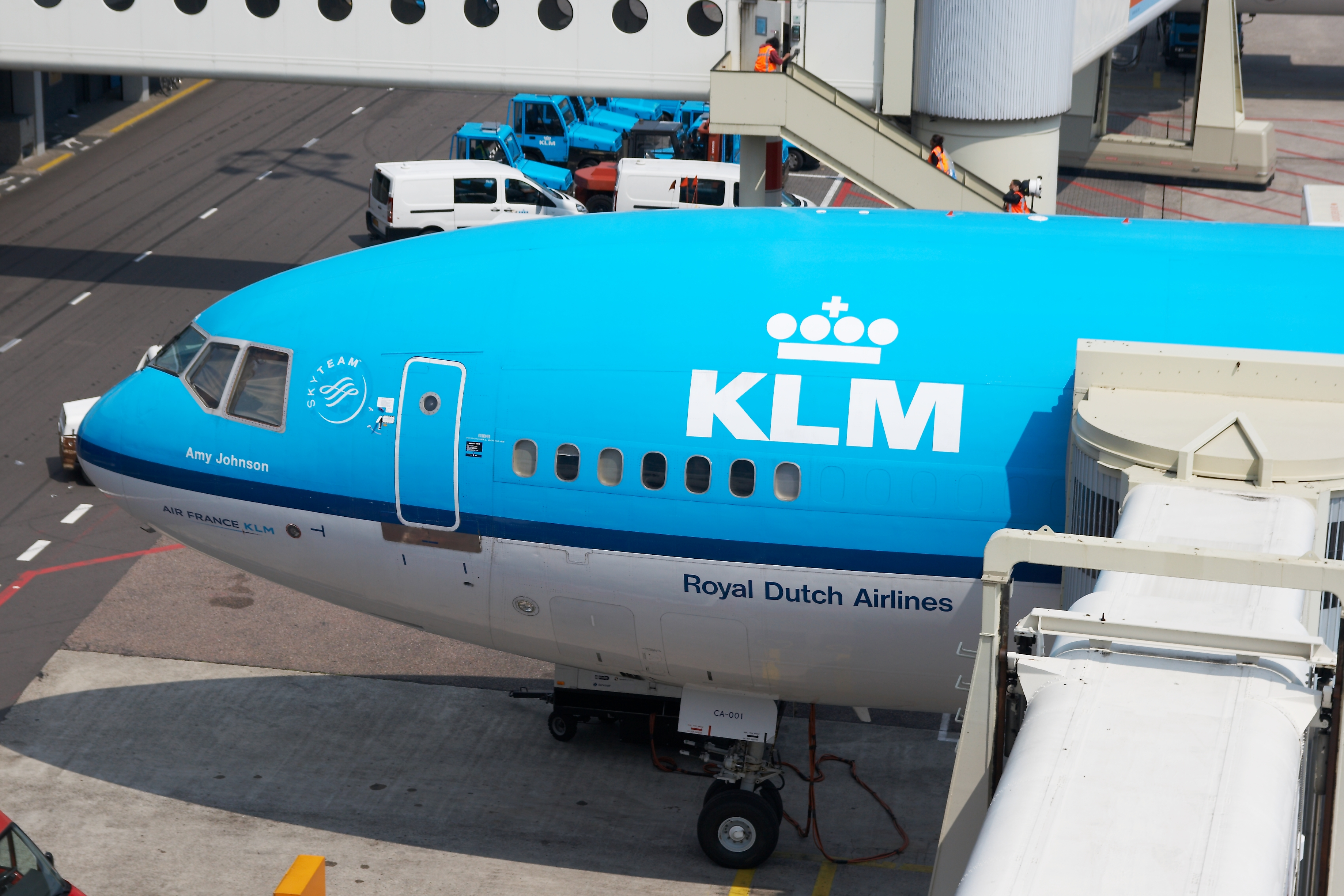
Авіалайнер Макдоннел Дуглас МД-11
«Amy Johnson» (KLM).

Іменем Емі Джонсон названі школа для дівчаток у Кінгстон-апон-Галлі, корпус кафедри Автоматичного управління і Системотехніки (англ. Automatic Control and Systems Engineering) в університеті Шеффілда, закусочна-бар в аеропорту Донкастера.
В честь Емі Джонсон названий авіалайнер Макдоннел Дуглас МД-11, що належить авіакомпанії KLM («королівські Голландські авіалінії»).

## В культурі
- У сьомий главі детективної повісті англійської письменниці Агати Крісті «Загадка Ендхауза» (1932 рік), згадується пілотеса, що здійснила переліт до Австралії, що є алюзією, котра вказує на Емі Джонсон.
- У 1942 році вийшов фільм про життя Емі Джонсон — «They Flew Alone» британського режисера Герберта Вілкокса[en]. У США фільм відомий як «Wings and the Woman»[53]. Роль Емі Джонсон зіграла британська акторка Анна Нігл. Що примітно, Джонсон і Нігл були знайомі ще з 1931 року[54].
- Шотландський бард Ал Стюарт написав про льотчицю пісню, яка отримала назву «Flying Sorcery» (буквально укр. летючі чари). Пісня вийшла на альбомі (згодом став платиновим) «Year of the Cat» у 1976 році[55].
- Про події авіагонки Англія-Австралія (на приз МакРобертсона) у 1990 році вийшов двосерійний австралійський телевізійний фільм «Великі повітряні перегони» (англ. The Great Air Race) режисера Маркуса Коула (англ. Marcus Cole). Роль Емі Моллісон зіграла акторка Керолайн Гудолл[56].
- Пітер Авеярд (англ. Peter Aveyard) поставив мюзикл «Queen of the Air» про деякі події життя Емі Джонсон (до польоту в Японії)[57].